# ジーザス・カレッジ (ケンブリッジ大学)
ジーザス・カレッジ（英: Jesus College）は、イングランド、ケンブリッジ大学の構成カレッジの一つ。このカレッジの正式名称は "The College of the Blessed Virgin Mary, Saint John the Evangelist and the glorious Virgin Saint Radegund, near Cambridge" であり、その通称は、礼拝堂の名前であるジーザス・チャペルに由来している。
ジーザス・カレッジは、1496年、12世紀のベネディクト会の女子修道院セント・メアリー・アンド・セント・ラデグンダ跡地に、当時イーリー司教だったジョン・オールコックによって創立された。